# Base Qinling

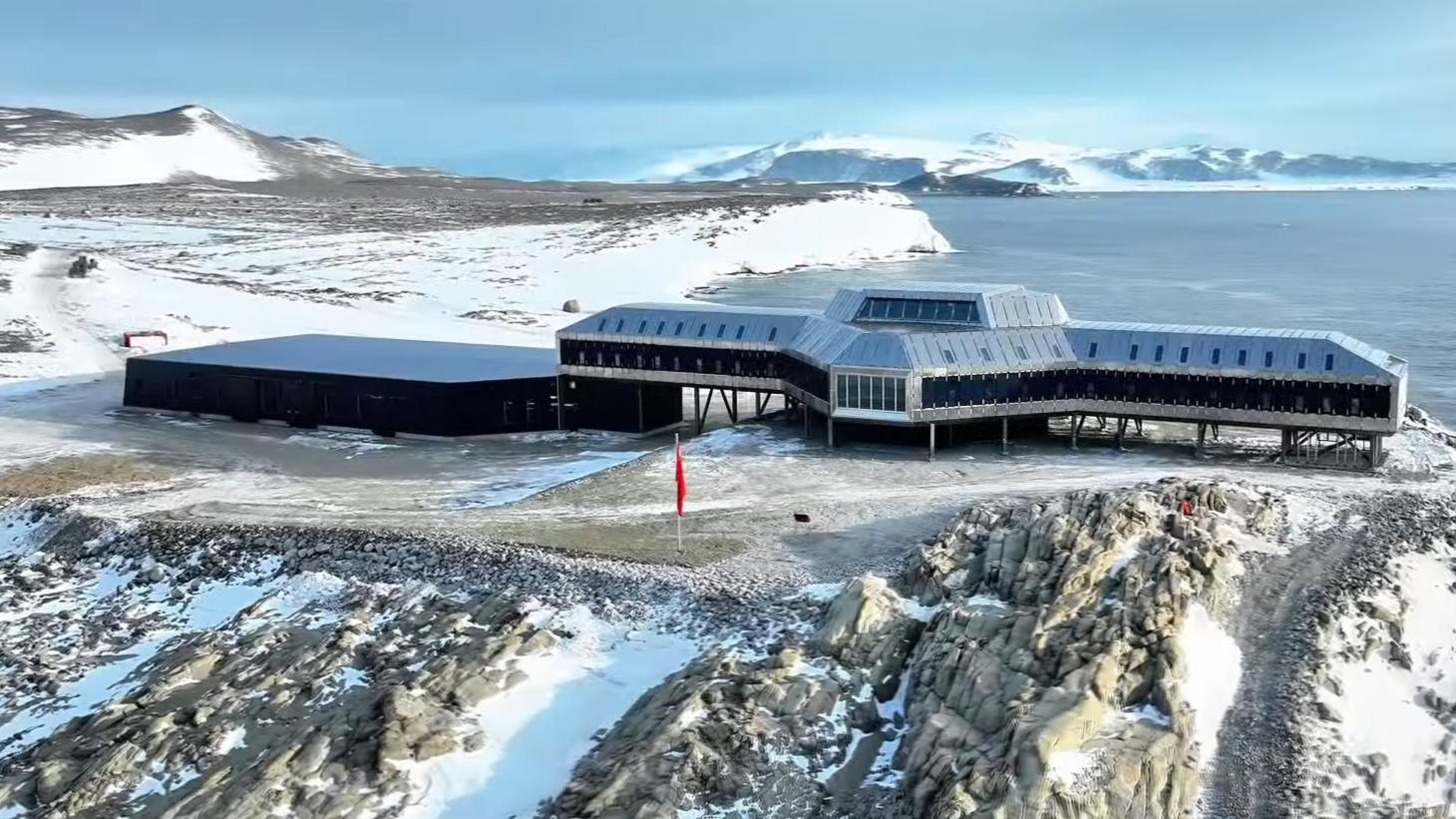
Base Qinlin.

La base Qinling es una base de investigación antártica operada por el Instituto de Investigaciones Polares de China. Está situada en el extremo sur de la Isla Inexpresable en la Bahía Terra Nova, Costa Scott, Tierra Victoria, en la costa del Mar de Ross y Antártida Oriental.
La base cuenta con una superficie de 5244 m², y tiene la forma de la Cruz del Sur, en honor a Zheng He, almirante y diplomático durante la dinastía Ming. 
La construcción de la base comenzó en 2018, pero se retrasó por la pandemia de COVID-19. El 7 de febrero de 2024, China inauguró oficialmente la base. El Centro de Estudios Estratégicos e Internacionales, con un grupo de expertos estadounidense, informó que se esperaba que la base incluyera un observatorio con una estación terrestre satelital, y que el equipo podría usarse para inteligencia de señales y rastrear cohetes lanzados desde el Centro Espacial de Arnhem, en Australia. China rechazó las afirmaciones de que la estación se utilizara para espionaje.